# Чахлово (Грязовецкий район)
Чахлово — деревня в Грязовецком районе Вологодской области России.
Входит в состав Перцевского муниципального образования, с точки зрения административно-территориального деления — в Перцевский сельсовет.
Расстояние по автодороге до районного центра Грязовца — 19 км, до центра муниципального образования Слободы — 9 км. Ближайшие населённые пункты — Илейкино, Становищево, Черногубово, Тимонино, Бакшейка.
По данным переписи в 2002 году постоянного населения не было.